# Bathythrix formosa
Bathythrix formosa är en stekelart som först beskrevs av Desvignes 1860.  Bathythrix formosa ingår i släktet Bathythrix och familjen brokparasitsteklar. Arten är reproducerande i Sverige. Inga underarter finns listade.